# Melhania corchoriflora
Melhania corchoriflora är en malvaväxtart som beskrevs av Henri Ernest Baillon. Melhania corchoriflora ingår i släktet Melhania och familjen malvaväxter. Inga underarter finns listade i Catalogue of Life.